# Groaíras
Groaíras is een gemeente in de Braziliaanse deelstaat Ceará. De gemeente telt 9.971 inwoners (schatting 2009).